# Вспоминание
Вспоминание — психический, ментальный процесс, обеспечивающий извлечение в сферу сознания информации о прошлом. Наряду с запоминанием и хранением является одним из трех основных процессов памяти. Существует три основных вида процесса вспоминания: свободное вспоминание, сигнальное вспоминание и сериальное вспоминание. Тестирование этих форм вспоминания являются одними из способов изучения психологами процессов памяти человека и животных. Существуют две основные теории процесса вспоминания: двухэтапная теория и теория специфичности запоминания.

## Теория

### Двухэтапная теория
«Двухэтапная теория» состоит в том, что процесс вспоминания начинается с процесса вызова, включающего поиск и выделение информации в памяти, а завершается процессом принятия решения или распознавания, когда из выделенной информации, выбирается искомая. В этой теории распознавание выполняется только в последнем из этих двух этапов или фаз, и считается, что это объясняет большую значимость процесса распознавания, по сравнению с вызовом. Распознавание включает только один процесс, в котором может произойти ошибка или сбой, в то время как отзыв содержит два. Однако было установлено, что в некоторых случаях вызов имеет большую важность, чем распознавание, например, при невозможности распознать слова, которые впоследствии могут быть перевызваны.
Ещё одна двухстадийная теория состоит в том, что свободное вспоминание начинается с размещения списка первично найденных элементов в рабочей памяти, с последующей реализацией ассоциативного поиска в ней.

### Специфика запоминания
Теория «специфичности запоминания» базируется на сходстве процессов распознавания и вызова. «Принцип специфичности запоминания» состоит в том, что память использует следовую информацию памяти или свойств ситуации, в которой она была запомнена и свойств среды, в которой информация вспоминается. Другими словами, память работает лучше, если информация, доступная при запоминании, доступная также и при её вспоминании. Например, если кто-то изучает некоторую тему в одном месте, но сдает экзамен в другом, вспоминать ему будет сложнее и менее результативно, чем если бы он находился в знакомом месте, там где изучал эту тему. Специфика запоминания помогает учитывать контекстные подсказки, поскольку они находятся в среде вспоминания, а также учитывает тот факт, что распознавание не всегда имеет большую значимость чем отзыв.

## История
Философские вопросы относительно того, как люди получают знания о мире, в котором они живут, побуждают изучать память и обучение. Изучение процесса вспоминания является важной частью изучения памяти и часто включается в многие исследования. По этой причине основные исследования памяти в целом также представляют историю изучения вспоминания.

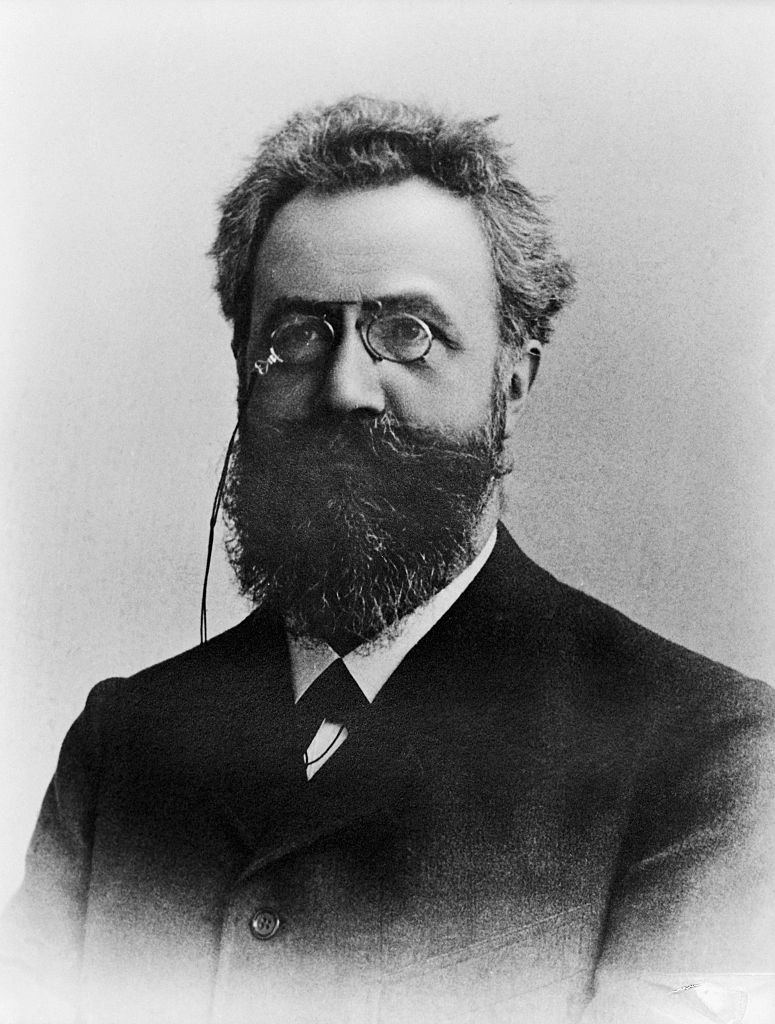
Герман Эббингауз

В 1885 Герман Эббингауз для проверки собственной памяти создал метод бессмысленных слогов, комбинации символов, не следующим грамматическим правилам и не имеющим никакого смысла. Он запоминал список бессмысленных слогов, а затем проверял свои вспоминания этого списке через разные периоды времени. Он обнаружил, что потери памяти быстро происходили в течение первых нескольких часов и дней, но демонстрировала большую устойчивость, постепенно снижаясь в течение последующих дней, недель и месяцев. Также Эббингхаус обнаружил, что многократное обучение, переучивание и интервалы между обучения увеличивали время сохранения информации. Исследования Эббингхауса повлияли на большую часть исследований памяти и вспоминания на протяжении всего двадцатого века.
Фредерик Бартлетт видный британский психолог-экспериментатор исследователь памяти середины двадцатого века, сосредоточившийся на ошибках, допускаемых людьми при вспоминание новой информации. Одной из известных его работ была Remembering: A Study in Experimental and Social Psychology, опубликованная в 1932 году. Он хорошо известен использованием североамериканских народных сказок, включая «Войны призраков». Он представлял участникам своих исследований отрывок из сказки, а затем просил их вспомнить её настолько точно, насколько они это могли сделать. Интервалы от ознакомления до вспоминания широко варьировались от непосредственного после прочтения отрывка до нескольких дней. Бартлетт обнаружил, что люди стремились к пониманию, пытаясь постичь общий смысл истории. Так, как в народной сказке присутствовали сверхъестественные элементы, люди рационализировали их, пытаясь сделать их больше соответствующими собственной культуре. В конечном счете, Бартлетт утверждал, что, сделанные участниками ошибки, можно было описать вторжениям схем. Их текущие знания вторглись в субъективно точное воспроизведение народной сказки.
В 1950-х годах в общих исследованиях памяти произошли изменения, которые известны как когнитивная революция. Она включала в себя новые теории того, как выглядит памяти, часто подобные моделям компьютерной обработки. На эти изменения существенно повлияли две важные книги: «Plans and Structures of Behavior» («Планы и структуры поведения») Джорджа Миллера, Юджина Галантер и Карла Х. Прибрама изданная в 1960 году и «Cognitive Psychology» («Когнитивная психология» Ульрика Нейссера — в 1967 году. Они выдвинули аргументы рассмотрения человеческого разуму с позиции процессов обработки информации. Аллен Ньюэлл и Герберт А. Саймон создали компьютерные программы, которые имитировали мыслительные процессы людей при решении различных проблем.
В 1960-х годах возрос интерес к изучению кратковременной памяти (КВП). До 1960-х годов было очень мало исследований, направленных на изучение работы такой памяти и быстрой потери её содержания. Ллойд и Маргарет Петерсон обнаружили, что когда людям предоставляют короткий список слов или букв, а затем отвлекают и занимают каким-то заданием на несколько секунд, их память списка значительно уменьшается.
Аткинсон и Шиффрин создали модель памяти Аткинсона — Шиффрина(1973), которая стала популярной моделью её изучения.
Следующим важным достижением в изучении процесса вспоминания было выделение Энделем Тульвингом двух видов памяти: эпизодической и семантической. Тульвинг описал эпизодическую память как память о конкретном событии, которое произошло в определённое время и месте, например, о том, что вы получили на свой 10-й день рождения. Семантическая память — это память об абстрактных словах, понятиях и правилах, хранящихся в долговременной памяти. Кроме того, Эндель Тульвинг разработал в 1983 году принцип специфичности запоминания, который объясняет важность связи между запоминанием информации и последующим вспоминанием этой информации. Чтобы пояснить далее, принцип специфичности запоминания означает, что человек с большей вероятностью может вспомнить информацию, если сигналы при вспоминания соответствуют или похожи на сигналы запоминания.
1960-е годы также продемонстрировали достижения в изучении визуальных образов и их вспоминания. Эти исследование были проведено Алланом Пайвио, который обнаружил, что большее воздействие образа слова, повышает вероятность его вспоминания, как в свободном вспоминании, так и в парной ассоциации.
С 1980-х годов было проведено значительное количество исследований работы памяти, и специфичности вспоминания. Ранее упомянутое исследование было развито и улучшено, проводились и проводятся новые исследование.

## Типы

### Свободное вспоминание
Свободное вспоминание описывает процесс, в котором человеку предоставляется список предметов для запоминания, а затем проверяются попытки вспомнить их в произвольном порядке. Произвольные вспоминания часто демонстрируют эффекты первичности и недавности. Эффекты первичности проявляется в том, что человек быстрее и чаще вспоминает предметы начала списка. Эффект недавности состоит в более быстром и частом вспоминании предметов конца списка. Свободное вспоминание часто начинается с конца списка, а затем перемещается в начало и середину списка.

### Сигнальное вспоминание
Сигнальное вспоминание реализуется предоставлением участнику для запоминания списка предметов с использованием при проверки сигналов (подсказок) к запомненного материала. Такую процедуру исследователи используют для проверки памяти. Участникам для запоминания предъявляются пары, обычно слов, A1-B1, A2-B2, …, An-Bn (где, n — количество пар в списке). Затем экспериментатор предъявляют участнику слово-сигнал, чтобы он вспомнил второе слово пары. Презентация слова может быть, как визуальным, так и звуковым.
Существует два основных экспериментальных метода, используемых для проведения сигнального вспоминания: метод запоминания-тестирования и метод предвосхищения. В методе запоминания-тестирования участники индивидуально запоминают предоставленный список пар слов. Сразу после этого или с некоторой задержкой участников тестируют на этапе запоминания эксперимента на только что изученных парах слов. В случайном порядке предъявляется одно слово из каждой пары, и участнику предлагается воспроизвести парный элемент. Участник может быть проверен на прямом вспоминании, когда Ai предъявляется в качестве сигнала для Bi, или на обратном, где Bi представяется как сигнал для Ai. В методе предвосхищения (предвидения) участникам показывают Ai и просят предсказать парное ему слово Bi. Если участник не может вспомнить слово, ответ раскрывается. Во время эксперимента с использованием метода предвосхищения, презентация списка слов повторяется до тех пор, пока не будет предсказан определённый процент слов Bi.
Кривая обучения для сигнального вспоминания систематически возрастает с числом выполненных попыток. Этот результат вызвал дискуссию о том, обладает ли обучение свойством: все либо ничего. Одна из теорий заключается в том, что обучение носит инкрементный характер, что повторение каждой пары слов увеличивает их запомненность. Другая теория предполагает, что обучение проходит по принципу «все или ничего», то есть пары слов запоминаются в какой-либо одной попытке сразу, а эффективность памяти обусловлена усреднением запомненности пар, некоторые из которых запоминаются в более ранних попытках, а другие — в более поздних. Чтобы проверить обоснованность этих теорий-гипотез, исследователи провели ряд экспериментов. В одном эксперименте, опубликованном в 1959 году, экспериментальный психолог Ирвин Рок и его коллега Уолтер Хеймер из Университета Иллинойса проводили эксперименты по запоминанию пар слов с участниками, разделёнными на контрольную и экспериментальную группы. Участники контрольной группа запоминала пары слов, которые повторялись до тех пор, пока они не запоминали все пары. В экспериментальной группе запомненные пары оставлялись в списке, а не запомненные пары заменялись рекомбинациями предыдущих слов. Рок считал, что связь между предметами пары будут усиливаться, если обученность будет постепенно увеличиваться, даже если пары запоминаются неправильно. Его гипотеза состояла в том, что у контрольной группы вероятность правильного вспоминания должна бы более высокой, чем у экспериментальной. Он считал, что повторение увеличивает силу связи слов пары, до достижения порога, необходимого для осуществления полного вспоминания. Если же обучение обладает свойством все или ничего, то скорость запоминания пар слов контрольной и экспериментальной группами будет одинаковой. Рок экспериментально обнаружил, что различия в скорости запоминания в обеих группах мала. Тем не менее, работа Рока не разрешила противоречие, так, как в своем эксперименте он переставлял замененные пары слов, которые могли быть или легче или сложнее выучить, чем оригинальные слова в паре слово-цифра. Последующие эксперименты, по этому вопроса, дали смешанные результаты. Гипотеза инкрементного обучения подтверждается пониманием того, что через некоторое время после изучения пар Ai-Bi время вспоминания Bi с продолжением обучения уменьшается.
Другая теория, которая может быть проверена с применением сигнального вспоминания, — это симметрия прямого и обратного вспоминания. Предполагается, что вспоминание по прямым сигналам проходит легче, чем по обратным, то есть прямое вспоминание сильнее обратного. Как правило, это верно для длинных последовательностей слов или символов, таких как алфавит. С одной стороны, существует гипотеза независимости силы ассоциаций от порядка слов, что сила прямого и обратного вспоминания предполагаются независимыми друг от друга. Чтобы подтвердить эту гипотезу, доктор Джордж Уолфорд провёл эксперимент с тестированием прямого и обратного воспоминание участников и обнаружил, что прямое и обратное воспоминание не зависят друг от друга. Вероятность правильного прямого вспоминания для ассоциаций пар слов была равна .47, а вероятность правильного обратного вспоминания — .25. С другой стороны, гипотеза симметрии ассоциации утверждает, что сила прямого и обратного вспоминания примерно одинаковы и сильно коррелированы. В эксперименте S.E Asch из Swarthmore College и S.M Ebenholtz участники учили пары бессмысленных слогов по методу вспоминания с предвосхищением. После достижения определённого порога обученности участники тестировались путем свободного вспоминания, чтобы определить все пары и отдельные элементы, которые они смогли запомнить. Эти исследователи обнаружили, что обратная ассоциация была значительно слабее, чем прямая ассоциация. Однако, когда доступность прямого и обратного вспоминания была в основном одинаковой, разница между прямым и обратным вспоминанием была незначительной. Некоторые ученые, включая Эша и Эбенгольца, верят в гипотезу независимости ассоциации: что гипотеза равных сил прямого и обратного вспоминания совместимы с такой гипотезой, потому что прямое и обратные вспоминания могут быть и независимыми, и равными по силе. Однако сторонники симметрии ассоциации интерпретировали данные как означающие, что результаты соответствуют их гипотезе.
Ещё одно исследование с применением сигнального вспоминания показало, что запоминание также происходит во время тестовых испытаний. Mark Carrier и Pashler (1992) обнаружили, что группа с одной только фазой запоминания допускает на 10 % больше ошибок, чем группа и с тестовой фазой. На этапе запоминания участникам предъявляли Ai-Bi, где Ai — английское слово, а Bi — эскимосское слово. В фазе теста исследования участники вначале вспоминали Bi с соответствующем Ai в качестве сигнала, а затем им была показана пара Ai-Bi вместе. Этот результат показал, что проведение тестирования памяти участников после выполнения ими запоминания, требует выполнение новых ментальных действий, которые запоминаются и вспоминание о том, как проходило вспоминание при тестировании помогает последующему вспоминанию слов. Акт вспоминания вместо повторения запоминания создает новую и более долговременную связь между Ai и Bi. Этот феномен обычно называют эффектом тестирования.
Ещё одно исследование показало, если списки проверяются сразу после запоминания, то последние две пары вспоминаются лучше всего. После пятисекундной задержки вспоминание недавно изученных слов ухудшается. Однако пары слов в начале списка по-прежнему вспоминаются лучше. Более того, для более длинного списка абсолютное количество вспомненных пар слов больше, но для короткого списка процент вспомненных пар слов выше.
Иногда при вспоминании слова пары происходит эффект вторжения. Вторжение — это ошибка, которую делают участники, когда пытаются вспомнить слово, на основе сигнала пары слов. Как правило, вторжения имеют общие атрибуты семантики с правильным словом, которое не было вспомнено, либо были ранее запоминались в другой паре слов в текущем или предшествующим списке, либо были близки по времени к сигнальному элементу. Если два элемента похожи, то может произойти вторжение. Профессор Кахана и Марике Вугт из Университета Пенсильвании изучили влияние сходства лиц для ассоциаций лицо-имя. В первом эксперименте они хотели определить, будет ли эффективность вспоминания изменяться в зависимости от количества лиц похожих на лицо-сигнал. Лица считались похожими, если радиус лица были в пределах заданных границ. Число лиц в радиусе называется плотностью окрестности. Они обнаружили, что вспоминание имени человека показало меньшую точность и больше время реакции для лиц с большей плотностью окрестности. Чем больше сходство двух лиц, тем больше вероятность интерференции между ними. Лицо A, как сигнальный элемент, вызывает вспоминание имени B, если лица A и B схожи, это и означает, что произошло вторжение. Вероятность правильного вспоминания имени по лицу определяется числом людей, с похожими лицами.
Сигналы действуют как проводники к тому, что человек пытается запомнить. Сигналом может быть практически всем, что может действовать как напоминание, например, запах, песня, цвет, место и т. д. В отличие от свободного вспоминания, субъекту предлагается запомнить определённый элемент в списке или запомнить список в определённом порядке. Воспоминание с помощью сигналов также участвует в свободном вспоминании, потому что, сигналы позволяют субъекту запомнить элементы списке, которые изначально не вспоминались без подсказки. Тульвинг объяснил это явление в своем исследовании. Когда он предоставил участникам сигналы, ассоциированные с предметами, которые они первоначально не помнили и считались затерянными в памяти, участники смогли вспомнить эти предметы.

### Сериальное вспоминание
Сериальное вспоминание — это способность вспоминать элементы или события в том порядке, в котором они произошли. Способность людей хранить элементы в памяти и вспоминать их важна для применения языка. Можно представить себе, результат правильное вспоминание разных частей предложения, но в неправильном порядке. Способность вспоминать в последовательном порядке была обнаружена не только у людей, но и у ряда видов приматов, отличных от человека, и у некоторых не приматов. В случае изменения правильного порядка фонем, значимых единиц звука, слово «Стол» может превратиться в «Слот». Последовательное упорядочение позволяет нам также запомнить порядок событий нашей жизни, наши автобиографические воспоминания. Вероятно, что наша память о нашем прошлом образует континуум, в котором более новые события легче запомнить упорядочено.
Сериальное вспоминание долговременной памяти (ДВП) отличается от сериального вспоминания кратковременной памяти (КВП). Чтобы сохранить последовательность в долговременной памяти, она должна сохраняться (повторяется) в кратковременной до тех пор, пока не превратится для памяти в единое целое, а не останется как последовательность отдельных элементов. Таким образом, исчезает необходимость запоминания отношения между элементами и их позиции. Для того, чтобы группа элементов была объединена для памяти в единое целое максимально быстро, она должна целиком размещаться в КВП, то есть её длина не должна превосходить емкость КВП и включать не более 4-5 элементов. Учитывая, что сама операция повторения в КВП требует размещения в ней ещё одного элемента, а именно, элемента, обеспечивающего сохранения группы элементов в КВП и понимания того, что такое объединение произошло, исходная последовательность должна разбиваться на группы, содержащие не более 3-4 элементов. Поэтому существует тенденция представлять телефонный номер в виде нескольких групп по 3 цифры и конечной группы из 4-х цифр, разделённых на 2 группы по две. Для КВП считается, что непосредственное сериальное вспоминание (НСВ) является результатом действия одного из двух механизмов. Первый отсылает НСВ к результату ассоциаций элементов и их позиций в последовательности, второй — к ассоциациям элементов. Эти ассоциации элементов называются цепочками, и, согласно исследованиям, это маловероятный механизм. Отношения позиция-элемент не учитывают эффекты недавности и первичности, а также фонологического сходства. Модель первичности отходит от этих двух предположений, полагая, что НСВ является результатом градиента уровней активации, где каждый элемент имеет определённый уровень активации, соответствующий его позиции. Исследования подтвердили тот факт, что эффективность непосредственного последовательного вспоминания намного выше, при семантически однородном, гомогенном списке (одной семантической категории), чем когда его элементы неоднородны, гетерогены (различной семантической категории). Это говорит о том, что семантические факторы существенно влияют на эффективность непосредственного последовательного вспоминания. На кратковременного сериальное вспоминания также воздействует схожесть звучаний элементов, при котором вспоминание слабее (запоминается хуже), чем для элементы, которые не являются звукоподобными. Это справедливо, когда списки тестируются независимо (при сравнении двух отдельных списков элементов со схожим и различным звучанием), а также при тестировании с применением смешанного списка. Алан Бэддели первым сообщил о таком эксперименте, в котором элементы в списке были либо взаимно несхожими, либо очень похожими.
Есть данные, свидетельствующие о том, что ритм очень чувствителен к конкурирующему моторному действию. Такие действия, как постукивание по пальцу при шаге, могут повлиять на вспоминание, так как разрушительно воздействуют на него, наличие последовательного эффекта неуместного звука задания темпа, указывает на то, что моторная обратная связь от процесса постукивания нарушает повторение и хранение.
Восемь эффектов обычно наблюдаются в исследованиях сериального вспоминания людей:
1. Эффект длины спискавозможность сериального вспоминания уменьшается с увеличением длины списка или последовательности.
2. Эффекты первичности и недавностиЭффекты первичности обеспечивают лучшее вспоминанию начальных предметов в последовательности, в то время как эффекты недавности — нескольких последних предметов. Эффекты рецессии проявляются в большей степени в слуховых стимулах, чем в словесных, поскольку слуховое представление, по-видимому, защищает конец списков от выходных помех.
3. Перестановочные градиентыперестановочные градиенты относятся к тому факту, что лучше вспоминается наличие, а не порядок элементов в последовательности.
4. Ошибки перепутывания предметовкогда предмет вспоминается неправильно, возникает тенденция вспоминать предмет похожий на исходный в этой позиции.
5. Ошибки повторенияони возникают при повторном вспоминании последовательности, когда элемент более ранней позиции последовательности снова появляется в другой. Этот эффект довольно редко встречается у людей.
6. Эффекты заполненияесли элемент неправильно вспоминается на более ранней позиции, существует тенденция к тому, что следующим вспомненным элементом, будет пропущенный и он окажется смещённым из-за этой ошибки. Например, если последовательность равна «1234», а начинает вспоминаться, как «124», то следующим элементом, вероятно, будет «3».
7. Эффекты протрузиипроявляются случайным включением элемента из предыдущего списка или теста в новый список или тест. Вероятнее всего, этот предмет будет вставлен в свою позицию первоначального испытания.
8. Эффекты длины словакороткие слова вспоминаются более точно, чем более длинные слова.

## Нейроанатомия
Передняя поясная извилина коры, бледный шар, таламус и мозжечок демонстрируют более высокую активацию во время вспоминания, чем при распознавании, что свидетельствует о том, что эти компоненты мозжечко-лобного пути участвуют в процессах вспоминания, но не в процессах распознавания. Хотя вспоминание и распознавание считаются разными процессами, они, скорее всего, имеют схожее построение компонент распределенных сетей областей мозга. 

Мозжечок выделено красным цветом

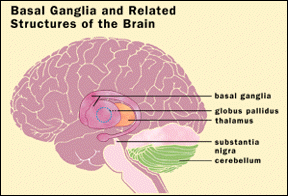
Бледный шар выделено синим кружком.

Согласно данным исследований с применением нейровизуализации, PET вспоминания и распознавания постоянно обнаруживается увеличение местного мозгового кровотока (RCBF) в следующих шести областях мозга: (1) префронтальная кора, особенно в правом полушарии; (2) области гиппокампа и парагиппокампа медиальной височной доли; (3) передняя поясная извилина коры; (4) задняя средняя область, которая включает заднюю поясную извилину, ретроспленальную область (см. ретроспленальная кора), предклинья и клин; (5) нижняя теменная кора, особенно правого полушария; и (6) мозжечок, особенно слева.

Гиппокамп выделено красным цветом

Конкретная роль каждого из шести основных областей в эпизодических воспоминаниях до сих пор неясна, но некоторые предположения можно сделать. Правая префронтальная кора была связана с попыткой вспоминания; медиальные височные доли с сознательным вспоминанием; передняя поясная извилина с выбором ответа при вспоминании; задняя срединная область (posterior midline region) с образами; нижняя теменная кора с осознанием пространства; и мозжечок с самоинициированным (спонтанным) вспоминанием. 

Передняя поясная извилина

В недавнем исследовании группа испытуемых запоминала список предметов, а затем проводили измерение при попытках вспомнить эти предметы. Было обнаружено, что вызванные потенциалы и гемодинамическая активность, измеренные во время запоминания, демонстрируют достоверные различия между впоследствии вспомненными и не вспомненными предметами. Этот эффект был назван последующим эффектом памяти (subsequent memory effect-SME). Эта разница в этих конкретных областях мозга определяет, будет ли вспоминаться элемент. Исследования Fernandez и других показали, что различия, которые предсказывают вспоминание, проявляются как отрицательное отклонение в связанным с событием потенциалом (ERP) ринальной коре через 400 ms после воздействия стимула, и как положительное ERP гиппокампа начинается через 800 ms после появления стимула. Это означает, что отзыв происходит только в том случае, если эти две области головного мозга (ринальная кора и гиппокамп) активируются синхронно.

## Факторы, влияющие на вспоминание

### Внимание
Влияние внимания на вспоминания имеет неожиданные результаты. Кажется, что единственное время, когда внимание в значительной степени влияет на память, это на этапе запоминания. На этом этапе выполнение параллельной задачи может серьёзно помешать успешному вспоминанию. Считается, что этот этап требует значительного внимания для правильного запоминания имеющейся информации, и таким образом, отвлекающая задача не позволяет правильно воспринимать информацию и уменьшает объём изученной информации.
На внимание к словам влияет вид и сила эмоционального воздействие словаря. Отрицательные и положительные слова лучше вспоминаются, чем когда произносятся нейтральные слова. Множество различных способов привлечения внимания слушателя говорящим, состоят в изменении интонации голоса докладчиком, использовании грустных, довольных или разочарованных интонаций или в применение слов которые близки слушателям. Было проведено исследование, с целью определения, является ли использование эмоциональной лексики ключевым условием памяти для вспоминания. Проводились эксперименты, с применением нескольких групп, которым в одних и те же лекционных залах, читали доклады одни и те же лектора, с целью определения влияния изменения интонации и выбора слов, на то, что вспоминают слушатели. На основе полученных результатов можно сделать вывод, что эмоционально нагруженные слова, фразы и звуки запоминаются лучше, чем нейтральные.
Известно, что процесс вспоминания связан с инстинктами и механизмами. Чтобы вспомнить, как произошло событие, извлечь что-то из него или избежать путаницы, создается связь с эмоциями. Например, если говорящий очень спокоен и нейтрален, эффективность запоминания будет очень низкой, и слушатели запомнят только суть того, что говорил докладчик. С другой стороны, если кто-то говорит громко и/или использует вызывающие эмоции слова, слушатели, как правило, запоминают ключевые фразы и смысл речи. Существует полный доступ к механизму борьбы или бегства функционирующим в мозгу всех людей, и то, что запускает этот механизм, будет лучше вспомниться. Люди, как правило, концентрируют свое внимание на сигналах, таких, как громкость, сильная смягченность или что-то необычное. Это заставляет слуховую систему улавливать различие между обычной и выразительной речью, когда во время дискуссии люди говорят что-то существенное в какой-то части своего разговора, но имеют тенденцию терять другие части дискуссии. Наш мозг ощущает различия в речи, и когда такие различия появляются, мозг запоминает эту часть разговора, и в будущем эта информация может быть вспомнена и упомянута.

### Мотивация
Мотивация — это фактор, побуждающий человека выполнять поставленные задачи и добиваться успеха. В эксперименте, проведенном Роберс, Мога и Шнайдером (2001), с целью исследования роли мотивации точности в воспоминаниях о событиях, детям в возрасте 6, 7 и 8 лет и взрослым было показано короткое видео о конфликте между двумя группами детей. Три недели спустя участникам был задан ряд объективных конкретных вопросов о видео. Мотивация точности регулировалась в тремя способами. Участники были (а) вынуждены дать ответ на каждый вопрос (мотивация низкой точности), (б) первоначально получили указание воздерживаться от неопределенных ответов, сказав «я не знаю» (мотивация средней точности), или (в) вознаграждались за каждый правильный ответ (высокая точность мотивации). Когда мотивация к точности была высокой, дети в возрасте 6 лет должны были удерживать неопределенные ответы в пользу точности. Ожидаемый компромисс между качеством и количеством возник только для периферийной, но не центральной информации. я. В каждой группе они обнаружили, что количество вспомненный правильной информации не отличалось, однако в группе, где участников стимулировали, результаты были более точными. Участники, которых вынуждали дать ответ, дали больше правильных ответов, но также и большое количество неправильных ответов, чем участники, которые имели возможность ответить «я не знаю».
 Это означает, что поощрение участников за предоставление правильной информации мотивирует их быть более точными. Тем не менее, это верно только в том случае, если восприятие успеха дает правильную информацию. Когда считается, что успех — это завершение задачи, а не точность этого завершения, количество ответов выше, но его точность снижается. Это показывает, что результаты зависят от того, как успех определён участнику. В упомянутом эксперименте участники, которых были вынуждены давать ответ, имели самую низкую общую точность; у них не было мотивации для предоставления точных ответов, и их заставляли отвечать, даже если они не были уверены в ответе. В исследовании, проведённом Hill RD, Storandt M и Simeone C проверили влияние обучения навыкам памяти и внешнего вознаграждения на свободное вспоминание серий списков слов. Эффекты, подобные тем, о которых сообщалось в предыдущем исследовании, наблюдались у младших детей, но не у детей старшего возраста.

### Помехи
В отсутствие помех при вспоминании списка элементов действуют два эффекта: недавности и первичности. Эффект недавности имеют место для кратковременной памяти при запоминании самых последних элементов, а эффект первичности — для долговременной памяти при запоминании самых первых элементов. Эффект недавности может быть устранён, если существует временной интервал с помехами между восприятием информации и её воспроизведением, длительность которого превышает время удержания кратковременной памяти (15-30 секунд). Такое происходит, когда человеку до вспоминания начальной информации поступает следующая порция информация для запоминания. Однако эффект первичности не зависит от помех вспоминания. Потеря нескольких последних элементов в памяти связана с их удалением из кратковременной памяти из-за отвлекающей задачи. Из-за того, что эти элементы не пересказывались и не повторялись, они не переносятся в долговременную память и, таким образом, теряются. Такая простая задача, как обратный отсчет, может изменить память; однако пустой интервал задержки без помех не имеет никакого эффекта. Это связано с тем, что человек может продолжать сохранять и повторять элементы в своей рабочей памяти и запоминает их без помех. Коэн (1989) обнаружил, что, при наличии помех, лучше вспомнить действие, если это действие физически выполнялось во время запоминания. Также было обнаружено, что вспоминаниe некоторых элементов может создавать помехи и препятствовать вспоминанию других элементов. Постоянное наличие потока посторонних мыслей и событий свидетельствует, что влияние помех на эффекты недавности и первичности является относительным, и определяется правилом отношения (интервала задержки к интенсивности представлений, отвлекающих от элементов), и они демонстрируют временную инвариантность.

### Контекст
Эффекты контекстозависимости вспоминания обычно интерпретируются как свидетельство того, что характеристики окружающей среды запоминаются как часть следовой памяти и могут использоваться для улучшения вспоминания другой информации, связанной с этими следами. Другими словами, вы можете вспомнить больше, когда окружающая обстановка на этапах обучения и вспоминания будет одинакова. Вероятно, что контекстные сигналы важны при вспоминании новой изученной значимой информации. Классическое исследование, проведённое Годденом и Бадделли (1975), продемонстрировало, что глубоководные дайверы лучше запоминают и вспоминают свои тренировки, когда тренируются под водой, а не на суше. Академическое приложение этого замечания может состоять в том, что студенты лучше сдают экзамены, обучаясь в тишине, поскольку экзамены обычно проводятся в тишине.

### Зависимость  памяти от состояния
Зависимость вспоминания от состояния показывает, что материал вспоминается лучше всего в том состоянии, в котором он был изучен. Исследование, проведенное Carter и Cassady (1998), показало этот эффект на примере приёма антигистаминных препаратов. Другими словами, если вы учитесь и принимаете таблетки от сенной лихорадки, тогда вы вспомните больше то, что изучали, если будете проверять себя применяя антигистаминные препараты по сравнению с тестированием себя без применения антигистаминных препараты после того, как учились принимая антигистаминные препараты.
Исследование, проведенное Block and Ghoneim (2000), показало, что по сравнению с контрольной группой из здоровых, не употребляющих наркотики людей, интенсивное употребление марихуаны связано с небольшими, но существенными нарушениями памяти. каннабис вызывает потерю внутреннего контроля и когнитивные нарушения, и особенно внимания и памяти, в течение всего периода интоксикации.
Известно, что такие стимуляторы, как кокаин, амфетамины или кофеин улучшают память у людей. Однако влияние длительного применения стимуляторов на когнитивные функции значительно отличается от их воздействия при разовом употреблении. Для метилендиоксиметамфетамина (MDMA) обнаружено, что потребляющие его испытывают трудности с запоминанием информации в долговременной памяти, нарушением вербального обучения, быстро отвлекаются и плохо фокусируют внимание при сложных задачах. Степень ухудшения исполнительных функций увеличивается с тяжестью потребления, при этом нарушения являются достаточно продолжительными. Хронические потребители кокаина демонстрируют ослабление и ухудшение внимания, обучения, памяти, времени реакции и когнитивной гибкости. Оказывают ли стимуляторы положительный или отрицательный эффект на вспоминание, зависит от интенсивности и длительности употребления.

### Гендерные отличия
Известно, что женщины справляются с задачами эпизодической памяти лучше, чем мужчины, в том числе с задержками  вспоминания и распознавания. Однако мужчины и женщины не отличаются по задачам рабочей, спонтанной и семантической памяти. Нейропсихологические наблюдения показывают, что, как правило, травмы вызывают большие нарушения у женщин, чем у мужчин.  Предполагается, что гендерные различия в эффективности памяти отражают основные различия в стратегиях в обработке информации, а не анатомические различия. Тем не менее, гендерные различия в асимметрии мозга получили подтверждение в результатах морфометрических исследований, демонстрирующих большую левостороннюю асимметрию у мужчин, чем у женщин, что означает, что мужчины и женщины используют каждую сторону своего мозга в разной степени. Существуют также свидетельства большего количества отрицательных вспоминаний у женщин, в той части, что женщины в целом чаще, чем мужчины, вспоминают свои ошибки. В исследованиях свидетельств очевидцев, проведённых в 1991 году, Дэн Ярми обнаружил, что женщины значительно точнее мужчин определяют тяжесть вины подозреваемых.
Проведены исследования по определению различий вспоминаний презентаций мужчинами и женщинами. В них были привлечены три оратора, женщина и двое мужчин. Был использован один и тот же лекционный зал, в которыми мужчины и женщин прослушали доклады лекторов. Результаты показали, что информация, докладчика-женщины, лучше запоминалась всеми участниками Исследователи считают, что это является существенным отличием полов, так как акустика женских голосов имеет  лучший диапазон тонов от низких до высоких. Поскольку их голоса имеют такой диапазон, семантическое запоминание улучшается за счёт использования частот, которые стимулируют слуховой компонент мозга; что лучше соответствует  функции слуха. Поскольку высота звука варьируется от низких до высоких, он привлекает внимание людей к словам, выделенных тоном. Как только тон  изменяется, слова  выделяются, и эти изменения сохраняются в памяти. Вспоминать становится проще, поскольку мозг может использовать ассоциации между произнесёнными словами и звуками.
Существуют отличия в том, как мужчины и женщины обрабатывают и вспоминают полученную ими информацию, Женщины, как правило, лучше запоминают невербальные сигналы и ассоциируют смысл дискуссии с жестами. Так как мужчины сильнее реагируют на вербальные сигналы, факты и основные слова в дискуссии, то вспоминают, что было сказано, а изменения голоса говорящего используют для облегчения вспоминания. Ещё одно отличие мужчин и женщин — это вспоминание  чьего-то голоса. Мужчины сильнее направлены на вспоминание прочитанного, например, списки объектов мужчины запоминают лучше женщин. Единственное сходство, которое у них есть, — это мужчины и женщины склонны запоминать и вспоминать использование эмоциональных слов или изменение эмоциональности произношения.

### Влияние питания
Было проведено много исследований на предмет того, как предварительный прием пищи перед тестированием может повлиять на когнитивные способности. Одним из примеров таких исследований было определение влияния времени завтрака на определенные когнитивные функции учащихся начальной школы. Их результаты показали, что у детей, которые завтракали в школе, баллы по большинству когнитивных тестов были заметно выше, чем у детей, которые завтракали дома, а также у детей, которые не завтракали вообще.
В исследовании женщин, страдающих предменструальным синдромом, им давали напиток плацебо, либо богатый углеводами. Участницы тестировались на дому;  настроение, когнитивные способности и тяга к еде измеряли до употребления напитка и через 30, 90 и 180 минут после употребления. Результаты показали, что богатый углеводами напиток значительно уменьшал самооценку депрессии, гнева, растерянности и потребности в углеводах, о которых сообщалось, через 90-180 минут после употребления. Также значительно улучшилось распознавание слов в памяти.

### Физическая активность
Исследования показали, что физически неактивные дети, не только имеют более плохое здоровье, но также у них более низкие показатели когнитивных здоровья. Плохой физической форме соответствуют пониженные когнитивные функции; например, наличие различных типов когнитивных проблем  восприятия, памяти, когнитивном контроля, и низкий уровень успеваемости. Было проведено множество тестов, с целью определить, что именно ухудшается, у  детей в отсутствие физической активности. В одном тесте детей объединяли в две группы, группу физически активных, а другую - нет. Через некоторое время наблюдения за детьми, исследователи протестировали детей в части их обученности и памяти, чтобы увидеть, что они запоминали, и увидеть разницу, если таковая имеется, от низкой физической активности по сравнению с высокой физической активностью. Полученные результаты показали, что дети без физической активности имеют более поздний процесс вспоминания, чем дети с физической активностью. Учебная часть эксперимента была равномерно распределена по всему спектру по обеим группы, единственные, чем  эти группы существенно различались, это была память, вспоминание.
Физическая активность оказывает значительное влияние на гиппокамп, так как именно эта часть мозга отвечает за запоминание информации. Поскольку физическая активность оказывает такое влияние на гиппокамп, это может регулировать и другие части тела, такие как вес, память, ежедневные функции и многие другие процессы, необходимые для работы организма. Поскольку физическая активность воздействует на все эти важные части мозга, физические упражнения обеспечивают нормальное функционирование нейронных сетей. Нейронные сети позволяют обрабатывать и передавать информацию в гиппокамп для сохранения памяти. Это позволяет мозгу более эффективно обрабатывать и таким образом обладать лучшей памятью.

### Травма и воздействия на мозг
У людей практически не сохраняются воспоминания о случаях атак страха, травмах, черепно-мозговых повреждениях, посттравматических стрессовых дезорганизаций, боли или тревоги. Память о таких случаях сильно ограничена, поскольку единственное, что помнят люди, страдающие от таких проблем, - это то, что случилось, когда произошло то событие. Люди могут вспомнить только то, что произошло в тот день, когда они слышат или видят что-то, что вызывает эти воспоминания  в сферу сознания. Они не могут вспомнить, что они чувствовали или что они видели, но под воздействием изображений или звуков люди могут вспомнить то трагическое событие. Например, события 11 сентября 2001 года, очевидцы помнят день и на что это было похоже; но чувства вспомнить они не могли. Единственный способ вспомнить те чувства, которые у них были тогда, это воздействие сирен полицейских машин, пожарных машин и машин скорой помощи проезжающих мимо их дома, в этот момент у них те же чувства, что были в тот день.
Воспоминания активизируются, и знакомый звук вызывает чувство боли прошедшего события, но большая часть воспоминаний закрыта от травмирующего события. Это похоже на классическую обусловленность, когда собака слышит звонок, она начинает реагировать на шум, а не на реальные вещи, такие как еда или удар током. Человеку с такой проблемой требуется терапия для того, чтобы помочь ему избегать страха, ассоциирующегося со звуками или объектами, и вызываемого ими, чтобы дать возможность вспомнить другую информацию обо всём  течении события.

## Феноменология
Феноменологическое описание вспоминания определяется как метапознание, или «знание о знании». Это включает в себя многие состояния сознательного осознания, известные как состояния ощущения познания, такие как состояние  На кончике языка. Было высказано предположение, что метапознание служит саморегулированию цели, посредством которого мозг может наблюдать ошибки при обработке и активно выделять ресурсы для решения проблемы. Это считается важным аспектом познания, который может помочь в разработке успешных стратегий обучения, которые также могут быть распространены и на другие ситуации.

### Мнемоника и когнитивные стратегии
Ключевым методом улучшения и помощи памяти является использование мнемических механизмов и других когнитивных стратегий. Мнемические механизмы - это тип когнитивных стратегий, позволяющих людям запоминать и вспоминать новую информацию более простым способом, а не как запоминание списка, не связанной друг с другом, информации. Примером мнемонических приёмов может служить использование аббревиатур и слов, для облегчения вспоминания каких-то фактов, правил и т.д. Так, правило OPSHACOM применяется для запоминания каноничного порядка расположения нескольких прилагательных перед описываемым ими существительным в английском языке. Аббревиатура образуется из начальных букв названий типов прилагательных:
- OP (OPinion) — общее (абстрактное) мнение о предмете: lovely (милый), excellent (великолепный)
- SH (SHape) — геометрическое описание предмета: big (большой), round (круглый)
- A (Age) — указание на возраст: young (молодой), ancient (древний)
- C (Colour) — цвет предмета: yellow (желтый), blue (синий)
- O (Origin) — происхождение предмета: British (британский), Chinese (китайский)
- M (Material) — материал, из которого предмет изготовлен: steel (стальной), liquid (жидкий)

Так, к примеру, предложение «Отличная большая новая чёрная итальянская кожаная куртка» переводится, как  «Nice big new black Italian leather jacket». Слова или аббревиатура могут означать процесс, который люди должны вспомнить. Преимущества использования стратегий таких типов для выполнения задач состоят в том, что запоминание становится более структурированным и организованным, и его легче запоминать и с помощью их обрабатывать информацию. Кроме того, эти приёмы уменьшают потребность в ресурсах, служащих точками извлечения информации из памяти, во внешних источниках для вызова вспоминаний, помогающих человеку вспомнить то, что произошло вчера. Когнитивные стратегии обеспечивают использование семантических связей, которые позволят мозгу функционировать и работать более эффективно, обрабатывая информацию, как целостные комплексы. При использовании этих стратегий информация становится связанной друг с другом, так как одна информация служит информационным указателем (стикером) для другой.
Другим типом приёмов, которые люди используют при вспоминании, является операция группирования (Chunking) элементов. Разделение на блоки — это процесс разбиения больших объемов информации на более мелкие единицы для запоминания информации или данных, помогает вспомнить числа, номера, математические и другие факты. Примером таких процессов является разбиение номера телефона на последовательность из групп цифр: из трёх, ещё одной из трёх, а затем из четырёх цифр. Люди произносят их так при чтении номера телефона другому человеку. Было проведено исследование об этих методах, на двух группах людей, с целью выяснить, хорошо ли работают эти типы приемов при их использовании реальными людьми. Полученные результаты показали значительную разницу в эффективности между людьми, не применяющими когнитивные стратегии, и использующими их. Группа, применяющая мнемические подходы, сразу же показывала более хорошие результаты, чем вторая; также результаты предварительного и последующего тестирования показали, что знания группы, использующей такие методы продолжали улучшаться, в то время как для другой группы такое не происходило.

### На кончике языка
Состояние «На кончике языка» (НКЯ) относится к ощущению разрыва между идентификацией или узнаванием конкретного предмета и способностью вспомнить его дескрипторы или имена. Это явление также называют «presque vu», французский термин, означающий «почти виден». Существуют две распространенные точки зрения на состояния НКЯ: психолингвистическая и метакогнитивная.
Психолингвистика рассматривает состояния НКЯ как неудачу извлечения из лексической памяти (см. Когортная модель), которая определяется семантической памятью (фактами). Поскольку наблюдается увеличение частоты состояний НКЯ с возрастом, в психолингвистике рассматриваются два механизма, которые могут объяснить его феномен. Первый - это деградация лексических сетей с возрастом, когда деградация связей между сетью знаний и лексикой увеличивает сложность успешного извлечения слова из памяти. Второе предполагает, что накопление большого объёма знаний, опыта и словарного запаса с возрастом приводит к аналогичной ситуации, когда многочисленные связи между разнообразным словарным запасом и разнообразными знаниями также увеличивают сложность успешного поиска слова из памяти.
Метакогнитивный подход рассматривает НКЯ-состояния как осознание чувства, которое появляется при возникновении такого события, и восприятие такого опыта. Такое состояние в целом неустойчивое, и его осознание может привести к быстрому выделению когнитивных ресурсов для его разрешения и успешному извлечению слова из памяти. Такое объяснение не достаточно обосновано; однако психолингвистический и метакогнитивный подходы не являются взаимоисключающими, и используются для наблюдений за состоянием НКЯ в лабораторных условиях.
Инкубационный эффект может наблюдаться в состояниях НКЯ, когда только время может повлиять на разрешение этого состояния и привести к успешному вспоминанию. Кроме того, наличие состояния НКЯ является хорошим предиктором того, что проблема может быть решена правильно, хотя было показано, что это происходит чаще у людей среднего возраста, чем у молодых или пожилых. Это свидетельствует как в пользу метакогнитивной перспективы, так психолингвистической перспективы. Это демонстрирует выделение ресурсов поиску в памяти, источнику накопленной информации, для требуемой правильной информации, а также показывает, что мы знаем, какую информацию мы знаем или не знаем. Вот почему продолжаются нынешние дебаты между психолингвистическим представлением о НКЯ как неудачи поиска и метакогнитивным представлением о НКЯ как инструменте обучения.
Подобные явления включают в себя Déjà vu (уже видели), Jamais vu (никогда не видели) и Déjà entendu (уже слышали).
Они встречаются редко и чаще встречаются у пациентов с черепно-мозговыми травмами и расстройствами головного мозга, включая эпилепсию.

### Непроизвольные воспоминания
Часто даже спустя годы психические состояния, однажды присутствующие в сознании, возвращаются к нему с явной спонтанностью и без какого-либо акта воли; то есть они воспроизводятся непроизвольно. Здесь также в большинстве случаев мы сразу же признаем вспомненное психическое состояние как уже пережитое; то есть мы это помним. Однако при определенных условиях этого сопровождающего сознания не достает, и мы только косвенно знаем, что «нынешнее» должно быть идентично «тогдашнему»; тем не менее, мы получаем таким образом не менее весомое доказательство его существования в прошедшее время. Как учит нас более точное наблюдение, появление этих непроизвольных репродукций не является совершенно случайным и неожиданным. Напротив, они вызваны с помощью других непосредственно присутствующих ментальных образов. Более того, они происходят определенными регулярными способами, которые в общих чертах описаны в так называемых «законах ассоциации».
Ebbinghaus, H (1885), перевод на английский Ruger & Bussenius (1913)
Выявлены только два типа непроизвольных воспоминаний: непроизвольные воспоминания автобиографической памяти и непроизвольные воспоминания семантической памяти. Оба эти явления можно считать возникающими аспектами нормальных и вполне эффективных когнитивных процессов.

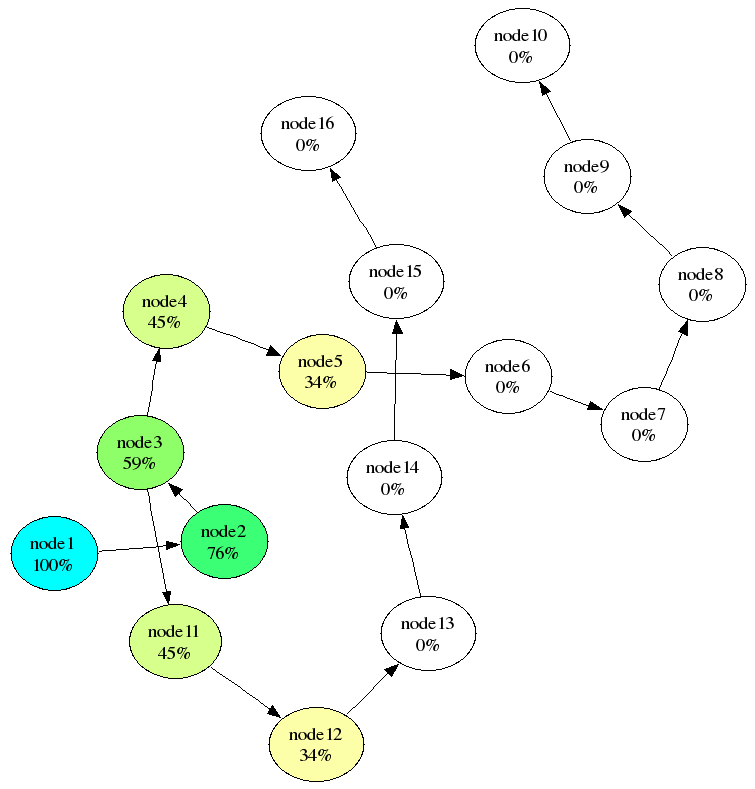
Визуальное представление распространения активации

Непроизвольные автобиографические воспоминанияl (НАВ , англ. Involuntary autobiographical memory retrieva - IAM) самопроизвольно извлекаются под воздействием сенсорных сигналов, а также внутренних сигналов, таких как мысль или намерение. Эти сигналы постоянно влияют на нас в нашей повседневной жизни, автоматически активируя бессознательные воспоминания посредством прайминга. Данные многочисленных исследований свидетельствуют, что чаще всего к воспоминаниям, относящимся к НАВ приводят наши конкретные цели и намерения, вторыми по частоте извлечения,  являются результаты воздействия физических сигналов окружающего контекста. Случайные автобиографические воспоминания, которые не связаны с какими-либо конкретными сигналами, внутренними или внешними, встречаются реже всего. Было высказано предположение, что в этом случае происходит ошибка саморегуляции памяти, которая приводит к тому, что несвязанные автобиографические воспоминания достигают осознания. Эти результаты согласуются с пониманием метапознания, так как этот, третий тип жизненного опыта часто идентифицируется как наиболее существенный.
Непроизвольные семантические воспоминания (НСВ), «семантические всплытия", происходят так же, как воспоминания НАВ. Однако такие феномены памяти лишены личного основания и часто являются тривиальными, такими как случайное слово, изображение или фраза. Извлечение НАВ может происходить в результате явления распространения активации, в котором слова, мысли и концепции, находящиеся в сознании, постоянно активируют связанные семантические содержания в долговременной памяти. Когда какие-то такие содержания активируются достаточно большим количеством связанных других содержаний, то они «всплывает» в сознание как воспоминания вместе со взаимосвязанными с ними понятиями, словами, мыслями или образами, и вы не знаете, насколько они связаны с вашей памятью. Предполагается, что распространяющаяся активация строится в течение многих часов, дней или даже недель, прежде чем «всплыть» как случайная семантическая память.

### Ложные воспоминания
Ложные воспоминания являются следствием укоренившихся убеждений, предположений авторитетных деятелей или заявлений о ложной информации. Повторное воздействие таких стимулов влияет на реорганизацию памяти человека, затрагивают ее детали или встраивают яркие оживляющие ложные сведения о событии. Обычно это объясняется ошибкой мониторинга источника, когда человек может вспомнить конкретные факты, но не может правильно определить источник этих знаний из-за потери ассоциативной связи   между эпизодической памяти (конкретный опыт или источник) и семантической (основанной на концепциях или сути), отвечающей за хранение знаний. Примером этого является криптомнезия, или непреднамеренный плагиат, когда кто-то повторяет работу, с которой он ранее сталкивался, полагая, что это была его оригинальная идея. Ложные воспоминания также могут быть объяснены эффектом генерации, который является наблюдаемым явлением, когда повторное воздействие убеждения, предположения или ложной информации лучше запоминается при каждой ее последующей генерации. Воздействие эффекта генерации можно увидеть с помощью эффекта дезинформации, где на свидетельство очевидца события может повлиять рассказ другого свидетеля того же события или предположения авторитетной фигуры. Считается также, что такой эффект влияет на восстановление подавленных шокирующих или оскорбительных воспоминаний у пациентов, находящихся под гипнозом, когда восстановленная память, выглядящая как сохранившей четкие детали события, может быть полностью ложной или иметь конкретные детали, внедрённые под воздействием стойких убеждений терапевта.

### Очаговая ретроградная амнезия
Ретроградная амнезия обычно является результатом физической или психологической травмы, которая проявляется в неспособности вспомнить информацию, предшествующую травмирующему событию. Обычно это сопровождается неким типом антероградной амнезии или невозможностью получить новые знания. «Фокальная ретроградная амнезия» (ФРА), иногда называемая функциональной амнезией, относится к наличию ретроградной амнезии, в то время как возможность запоминания знаний остается неизменным (антероградная амнезия отсутствует). Память о том, как использовать объекты и выполнять навыки (имплицитная память), может оставаться нетронутой, в то время как конкретные знания о личных событиях или ранее изученных фактах (эксплицитная память) становятся недоступны или утеряны. Амнезия может быть вызвана рядом различных причин, в том числе энцефалитом, тяжелой черепно-мозговой травмой, дефицитом витамина B1, как это наблюдается при синдроме Корсакова и психозе, а также как результат эмоционально травмирующего события (диссоциативная амнезия). Дисфункция височных и лобных долей наблюдалась во многих случаях фокальной ретроградной амнезии, на уровне  метаболизма, так и в результате их поражений. Тем не менее, эти данные, по-видимому, коррелируют только с симптомами ретроградной амнезии, поскольку наблюдались случаи, когда у пациентов, страдающих от незначительных сотрясений мозга, не имеющих видимых повреждений мозга, развивается ФРА. Было высказано предположение, что ФРА может представлять множество различных расстройств, когнитивных нарушений или состояний, которые приводят к непропорциональной потере явной памяти, следовательно, к диспропорциональной ретроградной амнезии.

### Преимущество лица
Эффект (функция) «Преимущество лица» позволяет легче запоминать и вспоминать информацию, связанную с человеком, представляя его лицо, а не голос. Лица и голоса являются очень близкими стимулами, обеспечивающими доступ к сходной информации, приводящими к похожим процессам памяти. Процесс восприятия лица сопровождается тремя этапами вспоминания, включающего распознавание, за которым следует обращение к семантической памяти и эпизодической памяти и, затем, извлечение из памяти имени. Эффект преимущества лица  был продемонстрирован в эксперименте, в котором участникам демонстрировали лица и голоса незнакомых лиц и узнаваемые лица знаменитостей. Стимулы были представлены с применением межгруппового дизайна. Участников спрашивали, знакомо ли представленное им лицо или голос. В случае положительного ответа, их просили рассказать о семантической и эпизодической составляющей воспоминания, а, затем, имя человека, лицо или голос которого им презентовали. Тем, кому были представлены лица знаменитостей, намного легче вспоминали, чем те, кому - голос. Результаты показывают, что на втором этапе восприятия лица, информации извлекается из памяти быстрее и точнее при презентации лица, и менее точно, с меньшей детализацией и медленнее, при прослушивании голоса. Возможное объяснение этого состоит в том, что связи визуального образа лица с семантической и эпизодической памятью более сильные, чем со звуковым образом голоса.

## В популярной культуре
Явления памяти являются богатыми источниками сюжетных линий и новых ситуаций в популярных СМИ. Два феномена появляются регулярно, это тотальная память — способность все запоминать и амнезия.

### Тотальная память

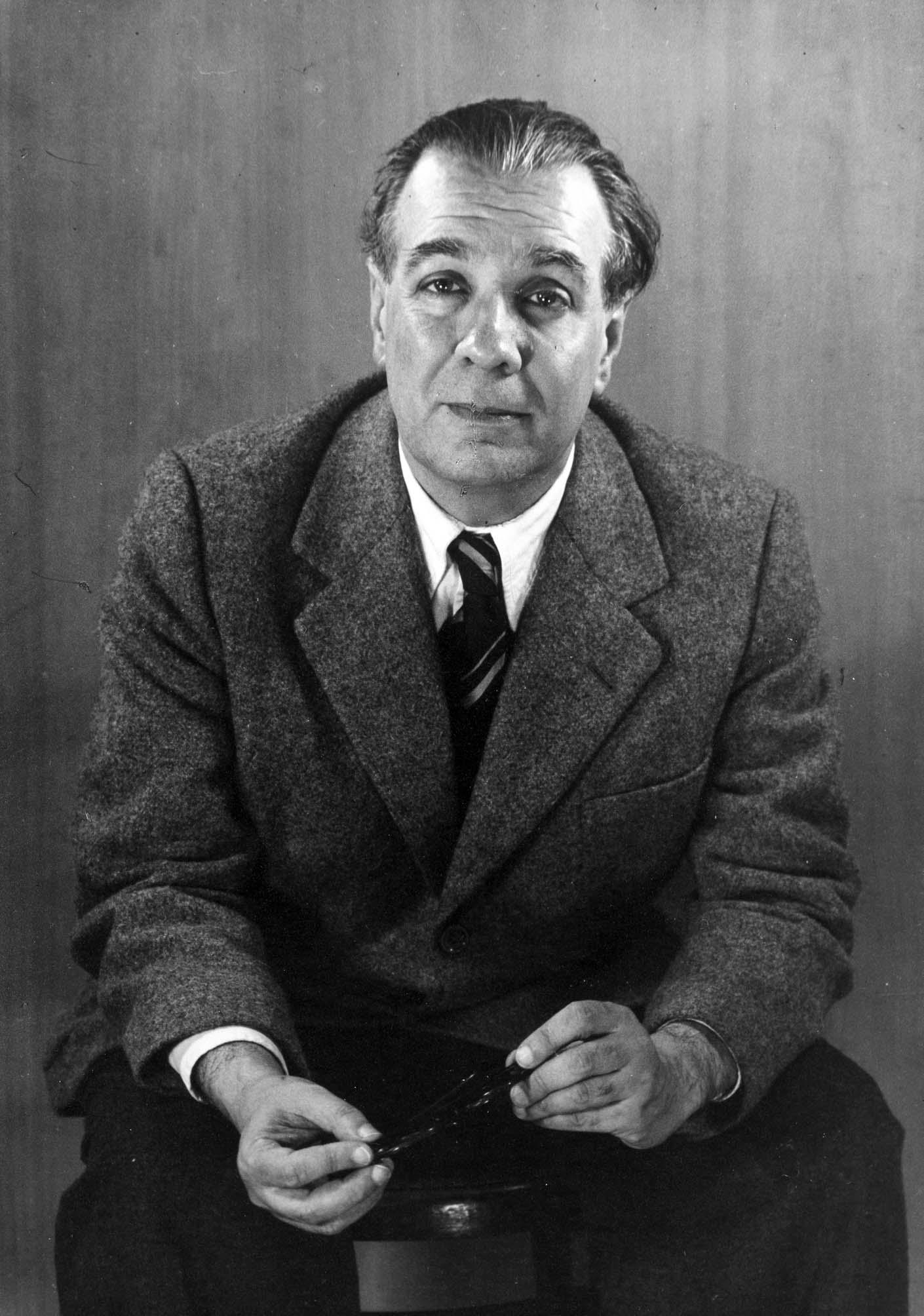
Хорхе Луис Борхес в 1951

Аргентинский писатель Хорхе Луис Борхес написал короткий рассказ «Фунес памятливый» (оригинальное испанское название «Funes el memorioso») в 1944 году. В нем описывается жизнь Иренео Фунеса, вымышленного персонажа, который получает травму головы при падении с лошади, после чего у него появляется способность все запоминать и помнить. Он без ошибок озвучивает свои воспоминания целый день, но этот подвиг памяти стоит ему целого дня. Говорят, что Борхес опередил свое время в своем описании процессов памяти в этой истории, некоторые аспекты описанные автором стали понятны в США только в 1950-х годах в исследованиях, связанных с пациентом HM. Более поздний случай описания тотальной памяти 
в литературе можно найти в книгах Стига Ларссона «Девушка с татуировкой дракона», в которой главная героиня, Лисбет Саландер, помнит все, что она читает, указывая на то, что у нее есть полная способность все помнить. Другой пример - книги Дэна Брауна «Код да Винчи» и «Ангелы и демоны», в которых главный герой, доктор Роберт Лэнгдон, профессор религиозной иконографии и символики в Гарвардский университет обладает почти полной способностью вспоминать. В фильме Марка Хэддона «Загадочное ночное убийство собаки» главный герой, Кристофер Бун, 15-летний аутист, обладающий тотальной памятью.
Сюжеты с тотальной памятью также популярны на телевидении. Такое можно увидеть в 4-м сезоне телевизионного шоу «Мыслить как преступник», в котором персонаж доктор Спенсер Рид утверждает, что обладает тотальной памятью. Агент Фокс Малдер из телевизионного шоу «Секретные материалы» обладает фотографической памятью, популярный термин для тотальной памяти. Кроме того, персонаж жителя больницы Лекси Грей в телешоу «Анатомия страсти» обладает способностью все помнить.